# اندیس صفو۱
صفو۱ یک اندیس فلزی است که در حوالی شهر سیه چشمه استان آذربایجان غربی قرار دارد و مادهٔ معدنی موجود در آن، آهن است.  